# Hereford, Ross and Gloucester Railway
| Grange Court Station heute. Die Station ist geschlossen, nur die Geleise führen noch daran vorbei |                       |                                               |                                               |
| Streckenlänge: | 36,2 km               |                                               |                                               |
| Spurweite: | 2140 mm, dann 1435 mm |                                               |                                               |
| |                       |                                               |                                               |
| \| \| \| Welsh Marches Line (S&HR) \| \| \| \| \| Cotswold Line (OW&WR) \| \| \| \| \| HH&BR \| \| \| \| \| Hereford Barrs Court \| \| \| \| \| Wye \| \| \| \| \| \| \| \| \| \| Rotherwas Junction Welsh Marches Line (NA&HR) \| \| \| \| \| Dinedor-Tunnel \| \| \| \| \| Holme Lacy \| \| \| \| \| Ballingham-Tunnel \| \| \| \| \| Ballingham \| \| \| \| \| Wye (Ballingham Bridge) \| \| \| \| \| Fawley-Tunnel \| \| \| \| \| Fawley \| \| \| \| \| Wye \| \| \| \| \| Backney Halt \| \| \| \| \| Wye \| \| \| \| \| Ross-on-Wye \| \| \| \| \| Ross and Monmouth Railway \| \| \| \| \| Weston under Penyard Halt \| \| \| \| \| Mitcheldean Road \| \| \| \| \| Lea Line-Tunnel \| \| \| \| \| Longhope \| \| \| \| \| Blaisdon Halt \| \| \| \| \| Grange Court Junction (SWR) \| \| \| \| \| Grange Court \| \| \| \| \| Gloucester to Newport Line (G&DFR) \| \| |                       |                                               |                                               |
| Strecke |                       | Welsh Marches Line (S&HR)                     | Welsh Marches Line (S&HR)                     |
| Abzweig geradeaus und von links |                       | Cotswold Line (OW&WR)                         | Cotswold Line (OW&WR)                         |
| Abzweig geradeaus, ehemals nach rechts und ehemals von rechts |                       | HH&BR                                         | HH&BR                                         |
| Bahnhof |                       | Hereford Barrs Court                          | Hereford Barrs Court                          |
| Brücke über Wasserlauf |                       | Wye                                           | Wye                                           |
| |                       |                                               |                                               |
| Abzweig ehemals geradeaus und nach rechts |                       | Rotherwas Junction Welsh Marches Line (NA&HR) | Rotherwas Junction Welsh Marches Line (NA&HR) |
| Tunnel (Strecke außer Betrieb) |                       | Dinedor-Tunnel                                | Dinedor-Tunnel                                |
| Bahnhof (Strecke außer Betrieb) |                       | Holme Lacy                                    | Holme Lacy                                    |
| Tunnel (Strecke außer Betrieb) |                       | Ballingham-Tunnel                             | Ballingham-Tunnel                             |
| Bahnhof (Strecke außer Betrieb) |                       | Ballingham                                    | Ballingham                                    |
| Brücke über Wasserlauf (Strecke außer Betrieb) |                       | Wye (Ballingham Bridge)                       | Wye (Ballingham Bridge)                       |
| Tunnel (Strecke außer Betrieb) |                       | Fawley-Tunnel                                 | Fawley-Tunnel                                 |
| Bahnhof (Strecke außer Betrieb) |                       | Fawley                                        | Fawley                                        |
| Brücke über Wasserlauf (Strecke außer Betrieb) |                       | Wye                                           | Wye                                           |
| Haltepunkt / Haltestelle (Strecke außer Betrieb) |                       | Backney Halt                                  | Backney Halt                                  |
| Brücke über Wasserlauf (Strecke außer Betrieb) |                       | Wye                                           | Wye                                           |
| Bahnhof (Strecke außer Betrieb) |                       | Ross-on-Wye                                   | Ross-on-Wye                                   |
| Abzweig geradeaus und nach rechts (Strecke außer Betrieb) |                       | Ross and Monmouth Railway                     | Ross and Monmouth Railway                     |
| Haltepunkt / Haltestelle (Strecke außer Betrieb) |                       | Weston under Penyard Halt                     | Weston under Penyard Halt                     |
| Bahnhof (Strecke außer Betrieb) |                       | Mitcheldean Road                              | Mitcheldean Road                              |
| Tunnel (Strecke außer Betrieb) |                       | Lea Line-Tunnel                               | Lea Line-Tunnel                               |
| Bahnhof (Strecke außer Betrieb) |                       | Longhope                                      | Longhope                                      |
| Haltepunkt / Haltestelle (Strecke außer Betrieb) |                       | Blaisdon Halt                                 | Blaisdon Halt                                 |
| Abzweig ehemals geradeaus und von rechts |                       | Grange Court Junction (SWR)                   | Grange Court Junction (SWR)                   |
| Bahnhof |                       | Grange Court                                  | Grange Court                                  |
| Strecke |                       | Gloucester to Newport Line (G&DFR)            | Gloucester to Newport Line (G&DFR)            |

Hereford, Ross and Gloucester Railway war eine britische Eisenbahngesellschaft in Herefordshire und Gloucestershire in England.
Erste Planungen zum Bau einer Bahnstrecke zwischen Hereford und Gloucester begannen Ende 1850.
Die Gesellschaft wurde am 5. Juni 1851 gegründet, um eine 36 Kilometer lange Bahnstrecke in der Breitspur von 2140 mm von Grand Court an der Bahnstrecke der Gloucester and Dean Forest Railway über Ross-on-Wye nach Hereford zu bauen. Die Finanzierung der Gesellschaft erfolgte durch die Great Western Railway. Diese hatte über ihre Tochtergesellschaft Gloucester and Dean Forest Railway die Konzession erworben.
Der erste Abschnitt zwischen Grange Court und Hopesbrook wurde am 11. Juli 1853 in Betrieb genommen. Die restliche Strecke folgte am 2. Juni 1855.
Am 29. Juli 1862 wurde die Gesellschaft von der Great Western Railway erworben. 1866 erfolgte der Einbau eines dritten Gleises für die Normalspur. 1869 wurde die Strecke als eine der ersten des GWR-Netzes komplett auf die Normalspur umgestellt.
Am 2. November 1964 wurde der Passagierverkehr in der Folge des „Beeching-Axt“ genannten politischen Programms auf der Linie eingestellt. Zwischen Ross-on-Wye und Gloucester blieb die Linie noch bis am 1. November 1965 für Frachttransporte in Betrieb.